# عائشة ساجد
عائشة ساجد (مواليد سنة 1948) ممثلة مغربية، شاركت في عدة أفلام ومسلسلات مغربية.

## مسيرتها
التحقت بمسرح البدوي سنة 1965، وشاركت في عدة مسرحيات.
شاركت في أعمال تلفزيونية وسينمائية عديدة، أبرزها مسلسل «بوعزة الحكيم» للمخرج أحمد حيضر، و«سرب الحمام» لمحمد عاطفي، والفيلم السينمائي «الصمت اتجاه ممنوع» للمخرج عبد الله المصباحي، والسلسلة الكوميدية لالة فاطمة.

## روابط خارجية
- عائشة ساجد على موقع قاعدة بيانات الأفلام العربية